# Horst-Eberhard Richter
Horst-Eberhard Richter (Berlijn, 28 april 1923 – Gießen, 19 december 2011) was een Duits psychoanalyticus, psychosomaticus en sociaalfilosoof. Hij verwierf internationale bekendheid als pionier van psychoanalytisch familieonderzoek en -therapie. Richter is schrijver van talrijke boeken en gold als nestor binnen de West-Duitse vredesbeweging.

## Levensloop

### Studie en loopbaan
Na zijn eindexamen in 1941 moest hij in dienst bij de Wehrmacht en vanaf 1942 diende hij als richtkanonnier in een artillerieregiment aan het oostfront. In 1943 lukte het hem om te wisselen naar de functie van hospik.
In 1945 werd hij in Italië gestationeerd, waar hij kort voor het einde van de oorlog deserteerde en zich verschool in een berghut in de Alpen. Daar werd hij gevonden door Franse soldaten die hem aanzagen voor een ondergedoken weerwolf. Hij werd vier maanden gevangen gehouden en uiteindelijk door een Franse militaire rechtbank vrijgesproken.
Bij zijn terugkeer in Duitsland werd hij gewaar dat zijn ouders enkele maanden na afloop van de oorlog door Sovjetsoldaten waren vermoord.
Richter schreef een proefschrift over de filosofische dimensie van pijn. Op basis hiervan promoveerde hij in 1949 tot doctor in de filosofie. In 1957 promoveerde hij nogmaals, ditmaal tot doctor in de geneeskunde.
Van 1952 tot 1962 gaf Richter in Berlijn leiding aan een advies- en onderzoeksbureau voor psychisch gehandicapte kinderen en jongeren. Daarnaast slaagde hij voor een opleiding tot psychoanalyticus en vakarts voor neurologie en psychiatrie.
Van 1959 tot 1962 leidde hij het Berliner Psychoanalytisches Institut. Vervolgens werd hij door de universiteit van Giessen gevraagd de nog op te richten leerstoel van psychosomatiek te bekleden. Hier zette hij een interdisciplinair centrum op met een kliniek en afdelingen voor medische psychologie en medische sociologie waarvan hij de leiding op zich nam.
In 1991 ging hij met emeritaat. Tussen 1992 en 2002 leidde hij nog het Sigmund Freud-instituut in Frankfurt.

### Vredesbeweging
In 1981 werd Richter naar aanleiding van zijn satire, Alle redeten vom Frieden (Allen spraken over de vrede), een van de leidende figuren van de vredesbeweging. In 1982 was hij een van de medeoprichters van de West-Duitse afdeling van International Physicians for the Prevention of Nuclear War.
In 1987 was Richter een van de initiatiefnemers van de International Foundation for the Survival and the Development of Humanity die onder de hoede stond van Sovjetpresident Michail Gorbatsjov. In dit kader leidde hij een verzoeningsstudie voor beter begrip tussen Duitse en Russische studenten. Van 1991 tot 2001 organiseerde hij het Ost-West-Symposium politische Selbstbesinnung met leidende figuren uit de politiek, wetenschap, literatuur en kerk uit zowel de oostelijke als westelijke deelstaten van Duitsland.
In de Golfoorlog van 1990-91 en de Irakoorlog van 2003 behoorde hij tot de intellectuele, toonaangevende critici. Vanaf 2007 gold het door Carl Friedrich von Weizsäcker voortgebrachte psychische ziekte van vredeloosheid van het westen voor Richter het hoofdthema voor zijn cultuurpsychologische analyses in redevoeringen en geschriften.

## Erkenning
- 1970: Onderzoekprijs van de Schweizer Gesellschaft für Psychosomatische Medizin
- 1980: Theodor-Heuss-Preis, voor zijn maatgevende bijdrage aan de hervorming van de Duitse psychiatrie en sociaalpsychiatrie
- 1990: Bornheimer, ereprijs van de stad Bornheim
- 1993: Urania-Medaille als uitstekend wetenschapper
- 2000: Het Joods Nationaal Fonds plantte voor zijn levenswerk tien bomen in Israël
- 2001: Deutscher Fairness Preis, de laudatio werd door Dorothee Sölle uitgesproken
- 2002: Goetheplakette van Frankfurt voor zijn consequent pacifistische grondhouding
- 2003: Gandhi, King, Ikeda Community Builders Award van het Morehouse College in Atlanta
- 2007: Ereburger van Gießen en eremedaille van de faculteit geneeskunde van de universiteit van Giessen
- 2008: Paracelsus-Medaille voor zijn uitstekende verdienste voor het Duitse arts- en gezondheidswezen
- 2010: Marburger Leuchtfeuer voor sociale burgerrechten

Tot drie maal weigerde hij het Bundesverdienstkreuz in de Orde van Verdienste van de Bondsrepubliek Duitsland. Volgens hem zouden te veel altnazi's deze prijs hebben ontvangen.
In 2007 werd hij in de film Horst-Eberhard Richter - Psychoanalytiker geportretteerd door Wolfgang Schoen en Torsten Halsey.
- Bibsys: 90132805
- Bibliothèque nationale de France: cb11921916c (data)
- CiNii: DA01233354
- Gemeinsame Normdatei: 118810340
- International Standard Name Identifier: 0000 0001 1020 8372
- Library of Congress Control Number: n50045659
- Nationale Bibliotheek van Letland: 000122083
- Bibliotheek van het Japanse parlement: 00454168
- Nationale Bibliotheek van Tsjechië: jn19990007031
- Nationale bibliotheek van Australië: 35451785
- Nationale Bibliotheek van Israël: 987007307790505171
- Nationale Bibliotheek van Polen: a0000002979061
- Nationale en Universitaire bibliotheek Zagreb: 000184175
- Nederlandse Thesaurus van Auteursnamen: 068406274
- Système universitaire de documentation: 027099571
- Trove: 957833
- Virtual International Authority File: 9852714
- WorldCat: E39PBJm9d8JWpJBBfPdYx9MF8C